# Ademicon consorcio
A Ademicon Administradora de Consórcios, conhecida popularmente como Ademicon, é uma empresa brasileira, nascida em Curitiba–PR, que oferece opções em consórcios de imóveis, veículos e serviços para o público.

## História
A Ademicon foi criada em 1991 com o nome Ademilar, motivada pela aprovação do primeiro consórcio de imóveis no Brasil. Nesta época, o consórcio de veículos ainda era o único disponível no país e a população sentia a necessidade de outras opções de crédito para a compra de casas. 
No início dos anos 90, o Banco Central do Brasil passou a fiscalizar e regulamentar as operações de consórcio sob a Lei nº 8.177 , e ajudou a implementar a modalidade imobiliária; a Ademilar percebeu uma oportunidade de expansão e crescimento e se tornou a primeira administradora independente do Brasil a disponibilizar o Consórcio de Imóveis. 
Em 1996, sua estrutura societária, antes formada por membros da Associação dos Dirigentes de Empresas do Mercado Imobiliário do Paraná - Ademi-PR, passou a ser constituída somente pela Família Schuchovsky, que hoje está à frente da empresa. Dez anos depois, inauguraram sua sede em Curitiba-PR, onde parte da equipe corporativa atua até hoje.
Seu primeiro grande marco aconteceu em 2016, quando a Ademilar chegou ao primeiro bilhão em créditos comercializados, ainda atuando apenas com o consórcio  imobiliário.
Com a evolução do mercado e das necessidades do público, em 2020 a Ademilar começou o seu processo de fusão com a Conseg, também administradora de consórcios, especializada em veículos leves e pesados. Neste mesmo ano, as marcas se consolidaram como grupo e lançaram uma opção no segmento de consórcio de veículos, além de adquirir a Startup Conguru.
E foi em 2021 que as empresas se tornaram uma só: a Ademicon. Como companhia, ampliou seu portfólio e passou a comercializar também o consórcio de serviços e disponibilizar crédito por meio do home equity.
Em 2022 foram inauguradas as primeiras unidades licenciadas, criou-se a Ademicon Crédito e produtos como Car Equity e Cota Equity, além da absorção da carteira de clientes do Consórcio Vemar. 
Por fim, em 2023, passou a contar com a expertise da 23S Capital, que foi incorporada na fusão com a Conseg e, por isso, se tornou a única administradora de consórcios do Brasil com dois fundos de private equity em sua estrutura acionária.
Em 2025, a marca está presente em todo o país, com cerca de 240 unidades, mais de 383 mil clientes atendidos, e também oferece o Consortium as a Service (CaaS), em parceria com empresas como New Holland e Iveco.